# Рік Фокс
Ульріх Александер «Рік» Фокс (англ. Ulrich Alexander "Rick" Fox; нар. 24 липня 1969, Торонто, Онтаріо, Канада) — канадський професіональний баскетболіст, що грав на позиції легкого форварда за декілька команд НБА. Триразовий чемпіон НБА. Окрім баскетболу — актор, підприємець та власник франшизи Echo Fox з кіберспорту. Засновник та партнер компанії Vision Venture Partners.

## Ігрова кар'єра
Починав грати в баскетбол у команді старшої школи Ворсо (Ворсо, Індіана). На університетському рівні грав за команду Північна Кароліна (1987—1991), яку на своєму останньому курсі вивів до «Фіналу чотирьох» турніру NCAA.
1991 року був обраний у першому раунді драфту НБА під загальним 24-м номером командою «Бостон Селтікс». Став першим новачком команди, який зіграв у першому ж матчі сезону в старті з 1979 року, коли Ларрі Берд вийшов в основі Бостона після драфту. Протягом сезону набирав 8 очок за гру, що дозволило йому бути включеним до другої збірної новачків. Починав грати як рольовий гравець, проте до сезону 1995—1996 зайняв місце в основному складі на позиції легкого форварда. У сезоні 1996—1997 демонстрував найкращу свою гру в кар'єрі, набираючи 15,4 очка та 2,2 перехоплення за гру.
Другою і останньою ж командою в кар'єрі гравця стала «Лос-Анджелес Лейкерс», до складу якої він приєднався 1997 року і за яку відіграв 7 сезонів. У своєму першому сезоні набирав 12 очок за гру. Допоміг команді дійти до фіналу Західної конференції, де вона програла «Юта Джаз». У сезоні 1998—1999 до команди приєднався Глен Райс, після чого Фокс став його резервістом.
Перед сезоном 1999—2000 «Лос-Анджелес» очолив Філ Джексон. «Лейкерс» сходу виграли титул чемпіона НБА, обігравши у фіналі «Індіана Пейсерз». Наступного сезону команду залишив Глен Райс, тому Фокс зіграв 77 матчів сезону в старті, у яких набирав 9,6 очка за гру. Також зіграв зі стартових секунд всі матчі плей-оф та фінальну серію проти «Філадельфія Севенті-Сіксерс», допомігши «Лейкерс» стати чемпіонами вдруге поспіль.
Наступного сезону 2001—2002 знову зіграв усі матчі регулярного сезону та плей-оф у старті та допоміг команді обіграти у фіналі НБА «Нью-Джерсі Нетс», ставши таким чином триразовим чемпіоном НБА.
У сезоні 2002—2003 допоміг команді дійти до півфіналу Західної конференції, де сильнішими, щоправда, виявились «Сан-Антоніо Сперс». У сезоні 2003—2004 через травми пропустив 40 матчів. У плей-оф зіграв лише у 3 матчах з 16 можливих, а «Лейкерс» програли у фіналі НБА «Детройт Пістонс». У міжсезоння був обміняний на Чакі Еткінса до «Бостон Селтікс», проте незабаром оголосив про завершення ігрової кар'єри.

## Виступи за збірну
На міжнародному рівні виступав за збірну Канади, взявши участь у Чемпіонаті світу з баскетболу 1990 та 1994.

## Статистика виступів в НБА
| † | Позначає сезон, в якому Рік Фокс ставав чемпіоном НБА |

### Регулярний сезон
| Сезон             | Команда                | GP  | GS  | MPG  | FG%  | 3P%  | FT%  | RPG | APG | SPG | BPG | PPG  |
| ----------------- | ---------------------- | --- | --- | ---- | ---- | ---- | ---- | --- | --- | --- | --- | ---- |
| 1991–92           | «Бостон Селтікс»       | 81  | 5   | 19.0 | .459 | .329 | .755 | 2.7 | 1.6 | 1.0 | .4  | 8.0  |
| 1992–93           | «Бостон Селтікс»       | 71  | 14  | 15.2 | .484 | .174 | .802 | 2.2 | 1.6 | 0.9 | .3  | 6.4  |
| 1993–94           | «Бостон Селтікс»       | 82  | 53  | 25.6 | .467 | .330 | .757 | 4.3 | 2.6 | 1.0 | .6  | 10.8 |
| 1994–95           | «Бостон Селтікс»       | 53  | 7   | 19.6 | .481 | .413 | .772 | 2.9 | 2.6 | 1.0 | .4  | 8.8  |
| 1995–96           | «Бостон Селтікс»       | 81  | 81  | 32.0 | .454 | .364 | .772 | 5.6 | 4.6 | 1.4 | .5  | 14.0 |
| 1996–97           | «Бостон Селтікс»       | 76  | 75  | 42.9 | .456 | .363 | .787 | 5.2 | 3.8 | 2.2 | .5  | 15.4 |
| 1997–98           | «Лос-Анджелес Лейкерс» | 82  | 82  | 33.0 | .471 | .325 | .743 | 4.4 | 3.4 | 1.2 | .6  | 12.0 |
| 1998–99           | «Лос-Анджелес Лейкерс» | 44  | 1   | 21.5 | .448 | .337 | .742 | 2.0 | 2.0 | 0.6 | .2  | 9.0  |
| 1999–00†          | «Лос-Анджелес Лейкерс» | 82  | 1   | 18.0 | .414 | .326 | .808 | 2.4 | 1.7 | 0.6 | .3  | 6.5  |
| 2000–01†          | «Лос-Анджелес Лейкерс» | 82  | 77  | 27.9 | .444 | .393 | .779 | 4.0 | 3.2 | 0.9 | .4  | 9.6  |
| 2001–02†          | «Лос-Анджелес Лейкерс» | 82  | 82  | 27.9 | .421 | .313 | .824 | 4.7 | 3.5 | 0.8 | .3  | 7.9  |
| 2002–03           | «Лос-Анджелес Лейкерс» | 76  | 75  | 28.7 | .422 | .375 | .754 | 4.3 | 3.3 | 0.9 | .2  | 9.0  |
| 2003–04           | «Лос-Анджелес Лейкерс» | 38  | 34  | 22.3 | .392 | .246 | .733 | 2.7 | 2.6 | 0.8 | .1  | 4.8  |
| Усього за кар'єру | Усього за кар'єру      | 930 | 587 | 25.5 | .450 | .349 | .770 | 3.8 | 2.8 | 1.0 | .4  | 9.6  |

### Плей-оф
| Сезон             | Команда                | GP  | GS | MPG  | FG%  | 3P%  | FT%   | RPG | APG | SPG | BPG | PPG  |
| ----------------- | ---------------------- | --- | -- | ---- | ---- | ---- | ----- | --- | --- | --- | --- | ---- |
| 1992              | «Бостон Селтікс»       | 8   | 0  | 8.4  | .478 | .500 | 1.000 | 0.8 | 0.5 | 0.3 | .3  | 3.6  |
| 1993              | «Бостон Селтікс»       | 4   | 0  | 17.8 | .280 | .333 | 1.000 | 4.8 | 1.3 | 0.5 | .3  | 4.3  |
| 1998              | «Лос-Анджелес Лейкерс» | 13  | 13 | 32.9 | .447 | .396 | .826  | 4.5 | 3.9 | 0.8 | .2  | 10.9 |
| 1999              | «Лос-Анджелес Лейкерс» | 8   | 1  | 22.6 | .400 | .190 | 1.000 | 2.8 | 1.5 | 0.5 | .6  | 6.6  |
| 2000†             | «Лос-Анджелес Лейкерс» | 23  | 0  | 14.4 | .452 | .462 | .762  | 1.7 | 1.2 | 0.4 | .0  | 4.3  |
| 2001†             | «Лос-Анджелес Лейкерс» | 16  | 16 | 35.8 | .450 | .316 | .867  | 4.9 | 3.6 | 1.9 | .4  | 10.0 |
| 2002†             | «Лос-Анджелес Лейкерс» | 19  | 19 | 34.3 | .482 | .349 | .755  | 5.4 | 3.4 | 1.1 | .3  | 9.8  |
| 2003              | «Лос-Анджелес Лейкерс» | 4   | 4  | 19.8 | .444 | .500 | .750  | 1.5 | 1.8 | 0.3 | .3  | 6.0  |
| 2004              | «Лос-Анджелес Лейкерс» | 16  | 3  | 9.1  | .400 | .143 | .500  | 1.4 | 1.1 | 0.2 | .1  | 1.1  |
| Усього за кар'єру | Усього за кар'єру      | 111 | 56 | 22.8 | .444 | .360 | .801  | 3.2 | 2.2 | 0.8 | .2  | 6.6  |

## Акторська кар'єра
Навчаючись в Університеті Північної Кароліни, отримав диплом бакалавра радіо, телебачення та кінофільмів. 1994 року зіграв епізодичну роль баскетболіста команди Західного Техасу у фільмі «Азартна гра». 1996 року зіграв Террі Гастінгса у фільмі «Едді». 1998 року була невелика роль Чіка Дігана у фільмі «Його гра» режисера Спайка Лі. Найбільшу роль своєї ранньої акторської кар'єри зіграв у серіалі HBO «В'язниця Оз», який транслювався з 1997 по 2003 рік.
1999 року зіграв детектива Шолфілда у фільмі «Воскресіння».
2005 року з'явився у телесеріалі UPN під назвою «Кевін Гілл». 2006 року зіграв Фабріціо у комедійному фільмі «У Міні це вперше». Того ж року знявся у п'яти серіях «Школи виживання». 2010 року виконав епізодичну роль у телесеріалі «Клуб ляльок». 2011 року з'явився в одному епізоді серіалу «Теорія великого вибуху», зігравши колишнього хлопця Бернадетт. Того ж року зіграв підозрюваного у фільмі «Тіло як доказ», а 2012 року — Андре Карсона у серіалі «Франклін та Беш».
2015 року зіграв колишнього баскетболіста Келвіна Оуенса у телесеріалі «Я — зомбі», а 2016 року з'явився у телесеріалі «Безсоромні».

## Кіберспорт
18 грудня 2015 року придбав команду League of Legends Gravity Gaming, яку згодом переіменував у Echo Fox. З січня 2016 року команда розширилась для гри в Counter-Strike: Global Offensive, проте у листопаді її було розпущено.